# Conniella apterygia
Conniella apterygia Allen, 1983, l'unica specie del genere Conniella, è un pesce di acqua salata appartenente alla famiglia Labridae.

## Distribuzione e habitat
Ha un areale molto ristretto, infatti si trova soltanto al largo della costa nord dell'Australia (Rowley Shoals). Vive in zone molto ricche di coralli, mai a profondità particolarmente elevate, talvolta anche a solo 12 m, ma è più frequente intorno ai 35.

## Descrizione
Presenta un corpo compresso lateralmente, allungato e non particolarmente alto, che non supera gli 8 cm. La colorazione è arancione, più o meno pallida, a strisce rossastre, talvolta con sfumature violacee. I maschi sono più grandi e hanno le pinne più alte e allungate. In particolare la pinna caudale ha una forma inusuale: i raggi centrali sono molto più allungati di quelli esterni. Non presenta pinne pelviche.

## Comportamento
I maschi adulti formano abbastanza spesso piccoli gruppi.

## Conservazione
Questa specie è classificata come "vulnerabile" (VU) dalla lista rossa IUCN perché è messa a rischio dalla ricerca e dall'estrazione del petrolio nel suo areale, oltre che dall'inquinamento.